# Citrinina
La citrinina es una Micotoxina producida por más de una docena de especies de hongos del género  Penicillium (Penicillium citrinum, Penicillium hirsutum, Penicillium  verrucosum, Penicillium camemberti) y varias especies de Aspergillus (Aspergillus terreus,  Aspergillus niveus, Aspergillus oryzae, Aspergillus carneus.). Recientemente, también ha sido aislado de Monascus ruber y Monascus purpureus
Fue aislada por primera vez en Penicillium, antes de la Segunda Guerra Mundial, en 1931.

## Características químicas
```

```

La fórmula molecular de la citrinina es  (C13H14O5) , y es ligeramente soluble en agua.

## Contaminación alimentaria
Se ha encontrado citrinina en: arroz, trigo, cebada, maíz, centeno y avena.
También se presenta en alimentos fermentados que son susceptibles al crecimiento fúngico en su superficie, tal como los quesos y las salchichas fermentadas naturales de Italia. 
Recientemente, se encontró también alimentos vegetarianos que han sido coloreados con pigmentos derivados de la especie fungi Monascus.

## Estabilidad
La citrinina se degrada con el calor y en condiciones alcalinas. Hay evidencia de que productos de degradación tóxica pueden formarse cuando la citrinina se degrada en ambientes húmedos.
La mayoría de la citrinina se destruye durante la germinación de la cebada siendo el restante degradado durante la maceración. Por lo que su presencia en la cerveza es insignificante.
La producida por el crecimiento de hongos en el queso parece permanecer estable, permaneciendo presente después de estar almacenado por ocho días.

## Patología
```
no hay estudios sobre la 
toxicidad
 crónica de la citrinina, porque no hay ensayos experimentales ni epidemiológicos. En animales si que se han llevado a cabo estudios sobre su toxicidad.
```

A dosis altas, es nefrotóxica en ratones, ratas, conejos, cerdos, patos y pollos, causando la inflamación y eventual necrosis de los riñones y afectando la funcionabilidad del hígado en menor medida.
Los valores LD50 (Dosis Letal) son variables:
- Patos: 57 mg / kg.
- Pollos: 95 mg / kg
- Conejos: 134 mg / kg
- Ratas: 50 mg / kg

La evidencia es limitada para determinar su carcinogenicidad en animales.
La citrinina puede estar implicada en enfermedades humanas, tales como el “arroz amarillo” en Japón y la nefropatía endémica de los Balcanes, cuando está presente con otras micotoxinas, especialmente ocratoxina A.

## Control de contaminación alimentaria
No hay estipuladas formas de control directo de la citrinina, sin embargo, el control de la ocratoxina A, puede proporcionar un control indirecto sobre la citrinina.

## Análisis
Los niveles de citrinina, se pueden determinar mediante técnicas de HPLC y ELISA.

## Legislación
En el Reglamento (UE) 2023/915 de la Comisión, de 25 de abril de 2023, relativo a los límites máximos de determinados contaminantes en los alimentos y por el que se deroga el Reglamento (CE) nº 1881/2006, se establecen CONTENIDOS MÁXIMOS admisibles de CITRININA en complementos alimenticios a base de arroz fermentado con levadura roja Monascus purpureus, siendo concretamente100 microgramos de citrinina por kilogramo de tal tipo de complemento alimenticio.